# Sonntagskinder (Chor)
Die Sonntagskinder waren in den 1970er- und 1980er-Jahren der Schulchor der Unter- und Mittelstufe des Freiherr-vom-Stein-Gymnasiums in Rösrath unter der Leitung von Rudolf Becher († 2002/03). Bekannt wurden die Sonntagskinder aufgrund ihrer Schallplatteneinspielungen mit Heino. Der Chor trat bei der ZDF-Hitparade, bei Dalli Dalli und in der Fernsehsendung Sing mit Heino auf.  Ein bekanntes Mitglied des Chores war Anke Engelke. Ein Teil des Chores bildete mit dem Solosänger Achim Rodewald die Band Manuel und Pony. Als Gegenpol zu dem konservativen Chor entstand der „Oberstufenchor“ unter der Leitung von Hans Hinterkeuser, der hauptsächlich Arbeiterlieder in einer vierstimmigen Fassung des Chorleiters sang.

## Diskographie (Auswahl)
- Wir sind die Sonntagskinder (1977, Electrola)
- Heino und die Sonntagskinder: Hurra, wir fahr’n ins Grüne (1978, K-Tel)
- Laßt das mal die Kleinen machen (1979, Electrola)
- Pack die Koffer, wir verreisen (1982, Electrola)
- Freddy Breck und die Sonntagskinder singen Deutschlands schönste Volkslieder (1985, BMG Ariola)